# Donald Blair-Sanford
Donald Eugene Blair-Sanford (né le 2 février 1987 à Inglewood (Californie)) est un athlète américain naturalisé israélien en 2012 pratiquant le 400 mètres.

## Biographie
Lors des Championnats d'Europe d'athlétisme 2012 où il représente pour la première fois Israël, il termine 4e du 400 m, en 45 s 91. Son record est de 45 s 21 réalisés à Eugene en 2010, alors qu'il était Américain.

## Palmarès
| Date | Compétition                       | Lieu      | Résultat | Épreuve   | Temps         |
| ---- | --------------------------------- | --------- | -------- | --------- | ------------- |
| 2012 | Championnats d'Europe             | Helsinki  | 4e       | 400 m     | 45 s 91       |
| 2013 | Championnats d'Europe par équipes | Kaunas    | 2e       | 400 m     | 46 s 56       |
| 2013 | Championnats d'Europe par équipes | Kaunas    | 2e       | 4 × 400 m | 3 min 09 s 93 |
| 2014 | Championnats d'Europe par équipes | Tbilissi  | 1er      | 400 m     | 46 s 38       |
| 2014 | Championnats d'Europe par équipes | Tbilissi  | 2e       | 4 × 400 m | 3 min 11 s 76 |
| 2014 | Championnats d'Europe             | Zurich    | 3e       | 400 m     | 45 s 27 NR    |
| 2014 | Coupe continentale                | Marrakech | 6e       | 400 m     | 45 s 40       |
| 2014 | Coupe continentale                | Marrakech | 2e       | 4 × 400 m | 3 min 00 s 10 |
| 2015 | Jeux européens                    | Bakou     | 1er      | 400 m     | 45 s 75       |
| 2015 | Jeux européens                    | Bakou     | 3e       | 4 × 400 m | 3 min 11 s 09 |
| 2017 | Championnats d'Europe par équipes | Tel Aviv  | 3e       | 400 m     | 45 s 76       |
| 2019 | Championnats d'Europe par équipes | Varazdin  | 3e       | 400 m     | 46 s 35       |

## Records
| Épreuve    | Performance | Lieu   | Date         |
| ---------- | ----------- | ------ | ------------ |
| 400 mètres | 45 s 21     | Eugene | 11 juin 2010 |